# Lin'gao
Lin'gao is een arrondissement in het noorden van de zuidelijke provincie Hainan, Volksrepubliek China.